# Pene galilaea
Pene galilaea é uma espécie de gastrópode da família Enidae.
É endémica de Israel.